# 童村
童村（1906年—1994年），男，满族，奉天省盛京城郊（今辽宁省沈阳市）人，中国微生物药物学家，曾任上海医药工业研究院研究员、博士生导师，第三届全国人大代表。
出生于盛京城城郊务农的正蓝旗旗人家族，家族本姓钮祜禄氏。父亲童恩格为家族首代读书出仕者。母亲杨氏（汉族）。同母兄童寯。